# Jere Karalahti
Jere Juhani Karalahti (Helsinki, 25 marzo 1975) è un ex hockeista su ghiaccio finlandese.

## Palmarès

### Mondiali
- 4 medaglie:
  - 3 argenti (Svizzera 1998; Norvegia 1999; Bielorussia 2014)
  - 1 bronzo (Russia 2000)